# بطولة أمم أوقيانوسيا لكرة السلة 2007
بطولة أمم أوقيانوسيا لكرة السلة 2007 أقيمت في أستراليا. بمشاركة فريقين. فاز منتخب أستراليا بالبطولة للمرة الـ 16.

## الفرق التي لم تشارك
| - ساموا الأمريكية - جزر كوك - ميكرونيسيا - فيجي - غوام - كيريباتي - جزر مارشال - ناورو - كاليدونيا الجديدة | - جزيرة نورفولك - جزر ماريانا الشمالية - بالاو - بابوا غينيا الجديدة - ساموا - جزر سليمان - تاهيتي - تونغا - توفالو - فانواتو |

## النتائج
| 20 أغسطس 7:30 مساء |                                             | أستراليا | 79–67 | نيوزيلندا |  | ملبورن، فيكتوريا حضور: 6,053 |
| 20 أغسطس 7:30 مساء | النقاط حسب الربع: 18-16، 25-21، 16-9، 20-21 |          |       |           |  | ملبورن، فيكتوريا حضور: 6,053 |

## وصلات خارجية
- موقع ويب